# Кушан, Иван
Иван Кушан (хорв. Ivan Kušan; 30 августа 1933, Сараево — 20 ноября 2012, Загреб, Хорватия) — хорватский прозаик, поэт, автор книг для детей и юношества. Педагог, профессор, художник, переводчик, действительный член Хорватской академии наук и искусств.

## Биография
Родился в семье владельца книжного магазина. Вместе с семьей в 1939 году переехал в Загреб. В раннем возрасте у Ивана проявился литературный талант. В 10-м возрасте написал свой первый роман.
Позже увлекся изобразительным искусством. Страстный путешественник. В 1950-х работал на радио Загреб. С 1980 до 1994 гг. преподавал в Академии драматического искусства и университете Загреба.

## Творчество
Опубликовал свою первую книгу в 1956 году. Автор целого ряда популярных детских произведений, в том числе, романов. На более поздних этапах писательской карьеры создал несколько книг, относящихся к категории эротической фантастики. По его книге «Чаруга пријети» о знаменитом славонском разбойнике начала XX века Його Чаруге в 1991 снят кинофильм.
Иван Кушан опубликовал четыре сборника новелл, стихи и пятнадцать романов, а также 8 романов для детей.
Занимался переводами с английского, русского и французского языков.

## Избранная библиография
Произведения для детей и юношества:
- Коко и духови
- Коко у Книну
- Загонетни дјечак
- Домаћа задатак
- Лажеш Мелита
- Страшан каубој Београд)

Романы:
- Разапет између
- Мој Потоп
- Торањ (Београд)
- Наивци
- Чаруга пријети
- Медведградски голубови

Новеллы:
- Тренутак унапријед,
- Велики дан,
- Мој пријатељ Пет,
- Љуби сусједа свога

Путевые заметки:
- 89 славних
- Кад љубав и секс оду у вјетар
- Дуги промишљени гњев
- Прерушени просјак

Антологии и сборники
- Двадесет година југославенске прозе (в соавт.)
- Contemporary Croatian prose
- La Poesie Croate (в соавт.)